# 연지탄

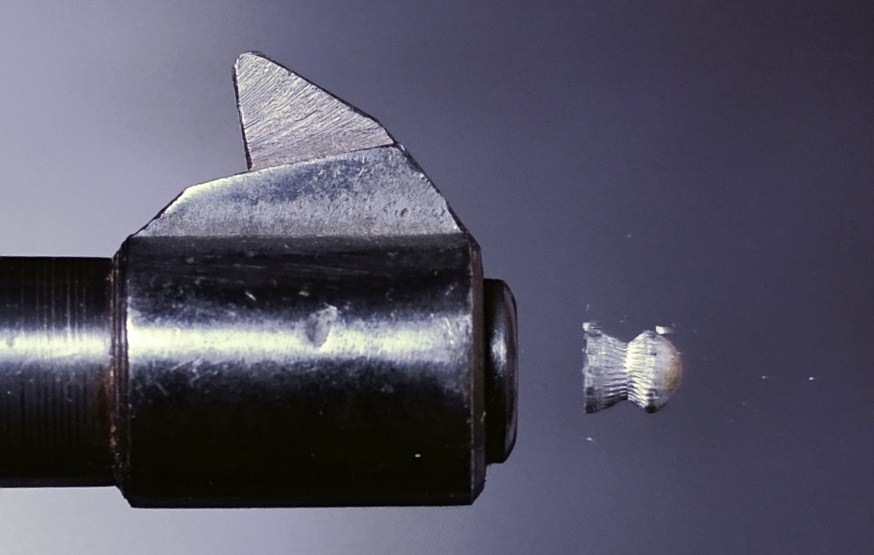
공기총에서 연지탄이 발사되는 순간을 초고속 카메라로 촬영한 것.

연지탄(鉛之彈, 영어: pellet)은 공기총으로 발사하는 비구형 탄체이다. 연지탄은 화약총으로 발사하는 탄환 또는 산탄과는 근본적으로 다른데, 이는 압축공기를 사용하는 공기총의 발사압은 50 atm 정도로 낮지만 화약총은 수천 atm 정도로 그 발사압이 전혀 다르기 때문이다.

## 다른 사실
연지탄은 사람을 죽일 만큼 위협적이지는 않으며, 피탄당했을 경우 최악의 경우는 실명이다. 그냥 작은 쇠구슬이 살을 뚫고 중상을 입힌다고 생각하면 된다. 그렇기에 연지탄은 토끼, 오리등 작은 생물을 사냥하거나 사격대회를 할 때 많이 사용한다. 이 연지탄을 많이 모아놓은 총탄이 바로 샷건탄(산탄)으로 산탄총에 사용된다.

## 같이 보기
- 공기총
- BB탄 총